# Phụ huynh quái vật
Phụ huynh quái vật (tiếng Nhật: モンスターペアレント, tiếng Trung: 怪獸家長, Hán-Việt: quái thú gia trưởng), bố quái vật, mẹ quái vật, là những thuật ngữ miêu tả đặc điểm của cách nuôi dạy con cái không hợp lý. Làm cha làm mẹ kiểu phụ huynh quái vật được biết đến là cách nuôi dạy trẻ bằng "sự pha trộn kỳ dị của chủ nghĩa độc đoán và sự bảo bọc quá mức cần thiết". Đó là sự bao bọc con cái quá mức bằng thói quen đặt ra vô vàn yêu cầu và sự phàn nàn đối với các thầy cô giáo của con em mình, mà tự nó thường được xem là "vô lý" hay "quá thể đáng". Cụm từ phụ huynh quái vật bắt nguồn từ Nhật Bản, sau đó được sử dụng rộng rãi tại Hồng Kông.